# Daniel Akpeyi
Daniel Akpeyi (Nnewi, 3 agosto 1986) è un calciatore nigeriano, portiere del Marumo Gallants.

## Carriera

### Club
Ha giocato nei campionati nigeriano e sudafricano.

### Nazionale
È stato convocato con la propria nazionale per le Olimpiadi del 2016.

## Palmarès

### Nazionale
- Bronzo olimpico: 1

Rio de Janeiro 2016